# Rio Buta (Lotru)
O Rio Buta é um rio da Romênia afluente do Rio Lotru, localizado no distrito de Vâlcea.